# Kanton Capesterre-Belle-Eau-2
Kanton Capesterre-Belle-Eau-2 (francouzsky Canton de Capesterre-Belle-Eau-2) byl francouzský kanton v departementu Guadeloupe v regionu Guadeloupe. Tvořila ho část obce Capesterre-Belle-Eau. Zrušen byl při reformě francouzských kantonů v roce 2014.